# John Wolfe Barry
Sir John Wolfe Barry (Londra, 7 dicembre 1836 – Londra, 22 gennaio 1918) è stato un ingegnere britannico, famoso per essere stato co-progettista del Tower Bridge di Londra.

## Biografia
Figlio dell'architetto Charles Barry, studiò al Glenalmond College in Scozia e al King's College di Londra, dove fu allievo di Sir John Hawkshaw. Nel 1867 Barry e Hawkshaw aprirono uno studio di ingegneria che si occupava principalmente di ponti ferroviari sul fiume Tamigi. Nel 1878 l'architetto Horace Jones propose la costruzione di un ponte mobile sul Tamigi a Londra e nel 1885 il Parlamento del Regno Unito approvò il suo progetto preliminare, affidandone la costruzione alla Corporation of the City of London. 
Jones incaricò Wolfe Barry della progettazione delle strutture portanti in acciaio, della sala motori e dei meccanismi necessari per l'apertura e chiusura del ponte. Poco dopo l'inizio dei lavori Jones morì, lasciando Wolfe Barry unico responsabile per la direzione dei lavori ed eventuali modifiche al progetto originale. Il ponte fu chiamato Tower Bridge in quanto le due torri centrali furono costruite con lo stile architettonico della vicina Torre di Londra. La costruzione venne completata in giugno 1894.
Tra le altre opere progettate da Wolfe Barry:
- Cannon Street Station (1866)
- Blackfriars Railway Bridge (1886)
- Barry Docks, opere portuali nei pressi di Barry (Galles) (1891)
- District line della Metropolitana di Londra, con Sir John Hawkshaw (1894)
- Kew Bridge, ponte sul Tamigi nei pressi di Kew (1903)
- Porto di Immingham nel Lincolnshire (1912)
- Joint Dock del porto di Hull, con Benjamin Baker (1914)

Nel 1895 Wolfe Barry fu eletto membro della Royal Society e nel 1897 Cavaliere Commendatore dell'Ordine del Bagno. Nel 1898 fu eletto presidente della Institution of Civil Engineers (ICE), e in quell'anno aggiunse il nome intermedio Wolfe al suo cognome.
Dal 1900 al 1917 fu presidente della Cable & Wireless. Nel 1922 gli fu dedicata una vetrata policroma nella navata centrale dell'Abbazia di Westminster, opera dell'architetto Sir John Ninian Comper.
È sepolto nel Brookwood Cemetery nel Surrey, circa 20 km a sud-ovest di Londra.